# ブローダス・アール
ブローダス・アール (Broadus Erle, 1918年3月21日 - 1977年4月6日)は、アメリカの ヴァイオリニスト 、音楽教師。

## 経歴
シカゴ生まれ。カーティス音楽学校卒業。1947年から1955年までニュー・ミュージック弦楽四重奏団を主催し、同時代の作曲家の弦楽四重奏曲を積極的に取り上げた。1956年から1960年まで日本フィルハーモニー交響楽団のコンサートマスターを務める傍らで桐朋学園短期大学でも教鞭を執り、小澤征爾などを指導した。1960年に帰国し、イェール大学で後進の指導に当たった。